# Viadangos de Arbas
Viadangos de Arbas es una localidad española, perteneciente al municipio de Villamanín, en la provincia de León y la comarca de Abadía de Arbas (La Tercia del Camino, Montaña Central), en la Comunidad Autónoma de Castilla y León.
Situado sobre el cauce del río Viadangos, afluente del río Rodiezmo, y este a su vez del río Bernesga.
Los terrenos de Viadangos de Arbas limitan con los de Arbas del Puerto al norte, Busdongo y Camplongo de Arbas al noreste y Villanueva de la Tercia y Golpejar de la Tercia al este, Buiza, San Martín de la Tercia y Poladura de la Tercia al sureste, Alceo, Folledo, Paradilla de Gordón y Geras al sur, Cubillas de Arbas y Casares de Arbas al suroeste y Caldas de Luna y Robledo de Caldas al oeste.
Perteneció a la antigua Abadía de Arbas.